# Christian Coulson
Christian Peter Coulson (Mánchester, 3 de octubre de 1978) es un actor británico conocido por su papel de Tom Riddle en la película Harry Potter y la cámara secreta. En una relación NC 
También es conocido por interpretar a Jolly Forsyte en The Forsyte Saga. Actualmente, hace obras de teatro. Durante su carrera profesional ha recibido excelentes críticas por sus actuaciones.

## Estudios
Coulson asistió en Westminster School de Londres a una academia escolar, y fue un miembro de la National Youth Music Theatre en Reino Unido entre 1990 y 1997.
Luego asistió a la Universidad de Cambridge, donde se graduó en Literatura inglesa en 2000. Mientras estaba en la universidad actuó en Cabaret, The Resistible Rise of Arturo Ui y The Maids.  

## Filmografía
Cine
| Año  | Película                                | Personaje                         |
| ---- | --------------------------------------- | --------------------------------- |
| 2002 | The Four Feathers                       | Tamborilero                       |
| 2002 | Harry Potter and the Chamber of Secrets | Tom Riddle (joven Lord Voldemort) |
| 2002 | The Hours                               | Ralph Partridge                   |
| 2005 | Take Me Back                            | Charlie                           |
| 2007 | Last Night                              | Nick                              |
| 2012 | I Am Nasrine                            | Tommy                             |
| 2012 | Gayby                                   | Aaron                             |
| 2012 | Leaving Circadia                        | Colin                             |
| 2013 | Amateur                                 | Evan                              |
| 2014 | Love Is Strange                         | Ian                               |
| 2015 | Peter and John                          | Peter Roland                      |
| 2019 | Bite Me                                 | James Thayer                      |

Series
- Brief Encounters (2005), Adam
- Beethoven (2005), Archiduque Rodolfo
- Marple: A Murder is Announced (2005), Edmund Swettenham
- Little Britain (2003) (temporada 1, episodio 3), Joe
- Charles II: The Power and The Passion (2003) (mini) James, Duque de Monmouth
- Hornblower: Loyalty (2003), Guardiamarina John 'Jack' Hammond
- The Forsyte Saga (2002), Jolly Forsyte
- Weirdsister College (2001), Ben Stemson
- Love in a Cold Climate (2001) (mini), Matt Radlett

Teatro
- Ghosts - Gate Theatre, Londres (2007), Osvald
- Festen - UK Tour (2006), Christian
- Journey's End - Comedy Theatre, Londres (2004), Raleigh
- Romeo y Julieta - Liverpool Playhouse, Liverpool (2002), Romeo

Audiodramas
- Doctor Who: The Haunting of Thomas Brewster (2008), Robert McIntosh
- Doctor Who: The Bride of Peladon (2007), Pelleas